# Bird Clemente
Bird Clemente (São Paulo, 23 de dezembro de 1937 – São Paulo, 1 de outubro de 2023) foi um automobilista brasileiro. Disputou categorias nacionais entre as décadas de 1950 e 1970.

## Biografia
Aos 18 anos, Bird ingressou na Universidade Presbiteriana Mackenzie, no curso de agrimensura, onde conheceu Tito Livio, cujo irmão Eugênio Martins já competia de automóvel.
Em 1958, com 21 anos, começou a pilotar. Participou, na época, das Mil Milhas Brasileiras, mas seu carro Fiat Milecento apresentou problemas já no início da prova. Cinco anos depois conseguiu o primeiro contrato para dirigir para a equipe oficial Willys, tornando-se o primeiro piloto profissional do Brasil.
Entre suas conquistas estão vitórias ao lado do irmão Nilson Clemente, nos 500 km de Interlagos e nas Mil Milhas Brasileiras, ambas em 1973. Na Willys, correu com um Willys Interlagos, cujo nome homenageava o circuito paulista do qual Clemente era considerado um dos maiores especialistas. Além dessa, competiu pelas equipes Vemag e Simca. Foi, também, mentor dos pilotos José Carlos Pace, Emerson Fittipaldi e Wilsinho Fittipaldi que, posteriormente, correram na Fórmula 1.
Em 1964, foi um dos pilotos do Desafio 50 mil quilômetros no Autódromo de Interlagos.
Em 2008 lançou o livro Entre Ases e Reis de Interlagos, com histórias e imagens do automobilismo brasileiro.
Faleceu em 1º de outubro de 2023, de infecção generalizada.